# Пулави
Пула́ви (пол. Puławy) — місто в східній Польщі, на річці Вісла. Адміністративний центр Пулавського повіту Люблінського воєводства.
Частина туристичного трикутника Пулави — Казімеж-Дольни — Наленчув.

## Історія
Під час Другої світової війни в місті діяла делегатура Люблінського Українського допомогового комітету.

## Культура

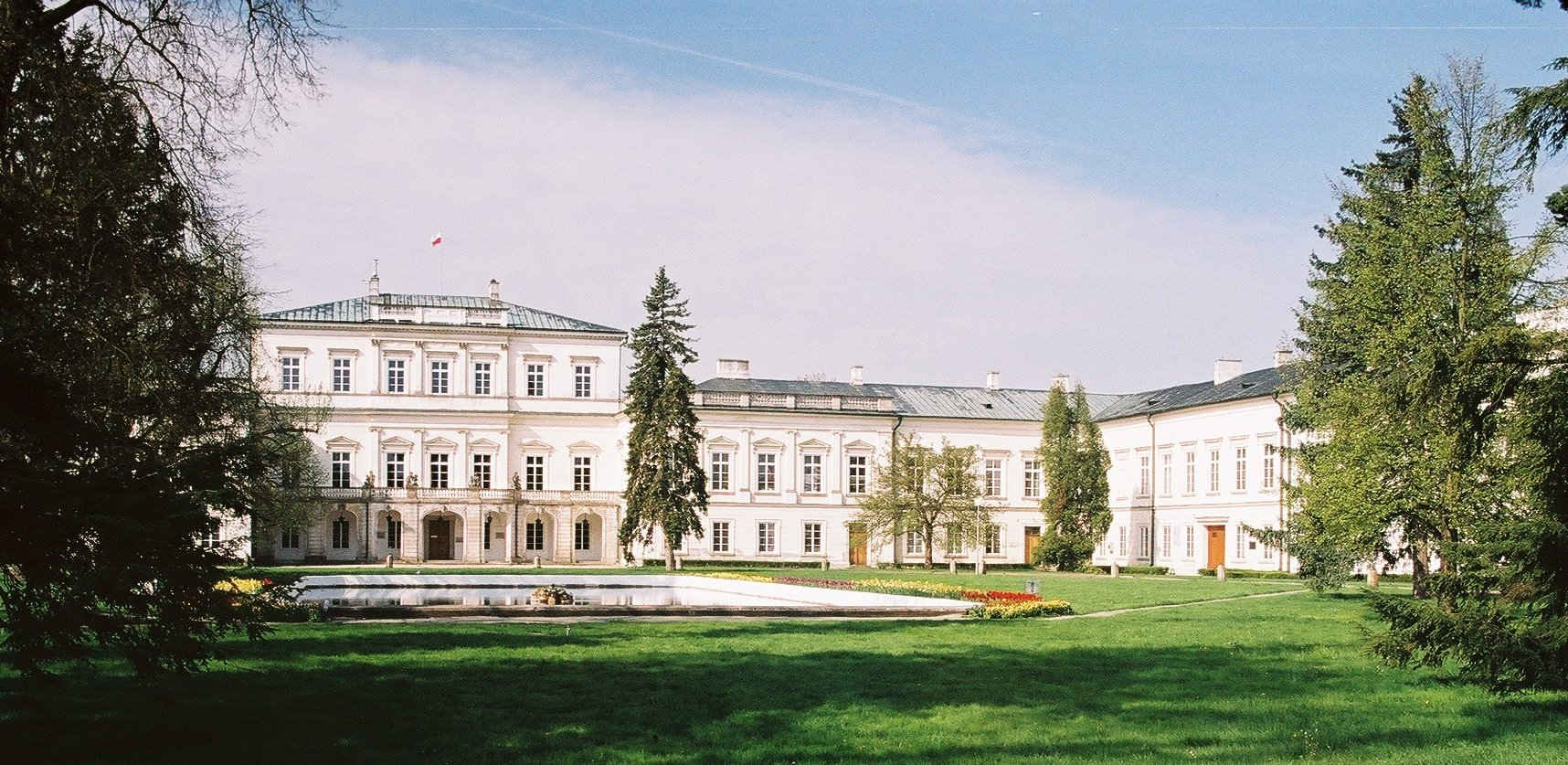
Палац Чарторийських

У місті було започатковано панк-роковий музичний гурт «Siekiera» (1983).

## Демографія
Демографічна структура станом на 31 березня 2011 року:
|          | Загалом | Допрацездатний вік | Працездатний вік | Постпрацездатний вік |
| -------- | ------- | ------------------ | ---------------- | -------------------- |
| Чоловіки | 23472   | 4452               | 15675            | 3345                 |
| Жінки    | 26469   | 4168               | 15020            | 7281                 |
| Разом    | 49941   | 8620               | 30695            | 10626                |

## Відомі люди
- У місті народилися радянський хімік Арбузов Борис Олександрович (1903—1991), польський архітектор епохи класицизму Христіан Пйотр Айгнер (1756—1841), український зоолог Всеволод Великанів, польський поет, прозаїк і перекладач Богдан Задура.
- Помер і похований вчений Броніслав Коциловський[pl][5].
- До міста до Інституту сільського господарства та лісництва (Палац Чарторийських) був переведений з Києва видатний український діяч Холмшини та Підляшшя Антін Васиньчук. Тут він навчався у в 1909—1910 рр. Влітку 1911 р. А. Васинчук відбув практику на експериментальній фермі інституту так званих «Мокрадках»[6].